# 永樂大戲院
永樂大戲院簡稱永樂戲院，是澳門現存歷史最悠久的戲院，位於鏡湖馬路蓮溪廟前。分為一院，二院，共有1,009個座位，包括一院753個及二院256個。

## 歷史
永樂戲院於1952年2月15日建成，由何賢先生等人發起興建，前身是廟前的戲場，演出神功戲。戲院建成以後，陸續放映了許多優秀的國產電影而名聲大噪，甚至吸引眾多香港觀眾專程到來觀看電影。而1952年到2001年，永樂戲院每年都會舉行中華人民共和國國慶的慶祝大會。而由建成至2003年，戲院已經先後七次維修。

## 特色
永樂戲院位於澳門新橋區，當年更是澳門首家裝設杜比立體音響系統的戲院。戲院更是澳門粵劇界重要的表演場地，經常會有來自不同地區的粵劇愛好者到此作表演示範，對粵劇情有獨鍾的觀眾可大飽眼福，因此也是香港人的眼中的澳門新光戲院。
除此以外，永樂戲院更貼緊國內外電影進程，上映的電影都與香港看齊，但因場地所限，往往都不能上映過多電影。

## 交通

### 公共巴士
M119 永樂戲院（Cinema Alegria）
路線：8、8A、18A、26

## 外部連結
- 永樂大戲院的Facebook專頁
- 水浸戲院／澳門永樂戲院簡介